# Йосиф Йосифов (художник)
Йосиф Костадинов Йосифов е български художник, който работи в областта на приложно – декоративните изкуства. В своето творчество достига до оригинални съвременни решения на базата на народното художествено наследство.

## Биография
Йосиф Йосифов има разностранни таланти и интереси. Първоначално решава да се отдаде на музиката и свири на цигулка, но след като завършва педагогическата гимназия в родния си град Казанлък (1927), учи философия в Софийския университет „ Климент Охридски“ като едновременно с това посещава и лекции в Националната художествена академия, гр. София, където по това време учи неговата сестра – голямата българска художничка Мара Йосифова.
Завършва философия в Софийския университет „ Климент Охридски“ (1936) и работи като гимназиален учител по филосифия в различни градове на България.
Започва да пише статии за изобразително изкуство в списание Златорог (1938), тогава редактори там са Владимир Василев, Николай Лилиев, Сирак Скитник.
По това време започва и творческата си кариера на художник, на която по-късно изцяло се оттдава.
Член е на съюза на българските художници.
Негова дъщеря е художничката Мария Йосифова.

## Творчество
Йосиф Йосифов работи в различни области на приложно – декоративното изкуство:
- художествен текстил – ръчно рисувани и печатани платове
- проекти за текстилната промишленост
- приложна графика – етикети и опаковки за промишлеността, художествено оформление на страници за каталози
- стенни килими, изпълнени ръчно в гладка класическа техника – в по-късните години на своето творчество се оттдава почти изцяло на това изкуство.

Някои от монументалните произведения, на които той е съавтор, са в съвместна творческа работа със съпругата му – художничката Тодорка Йосифова и неговата сестра – художничката Мара Йосифова.
Има многобройни участия в изложби на приложните изкуства в България, а също и в чужбина – Индия, Румъния, Полша, Австрия, Китай, Кувейт и др.
Работи в областта на художествената критика.

## Произведения
Негови произведения притежават национални и частни колекции:
Националната художествена галерия за декоративно-приложни изкуства в гр.София -
- „Конник“ – стенен килим 250/170 см (1972 г.)
- „Слънцето и гълъбът“ – стенен килим 200/200 см (1976 г.)
- „Родопска песен“ – стенен килим 225/160 см. (1979 г.)
- „Възраждане“ – стенен килим 300/170 см (1980 г.)
- „Синята птица“ – стенен килим 230/225 см (1983 г.)

Посолство на Р България в Полша, Варшава
- „Бялата птица“ – стенен килим 250/250 см (1988 г.)

Автор е на монументалния стенен килим „1300 години България“, 280/224 см, 1980 г., предназначен за сградата на Градския съвет на гр. Габрово.